# Paulo Dybala
Paulo Bruno Exequiel Dybala (sinh ngày 15 tháng 11 năm 1993) là một cầu thủ bóng đá chuyên nghiệp người Argentina hiện đang thi đấu ở vị trí tiền đạo hoặc tiền vệ tấn công cho câu lạc bộ A.S Roma tại Serie A và đội tuyển bóng đá quốc gia Argentina. Với biệt danh La Joya, anh nổi tiếng nhờ lối chơi giàu kỹ thuật, khả năng rê bóng, khả năng săn bàn tốt và có sức sáng tạo cao trong lối chơi.
Với biệt danh "La Joya" ("Viên ngọc quý"), Dybala bắt đầu sự nghiệp bóng đá ở Instituto Atlético Central Córdoba vào năm 2011, trước khi ký hợp đồng với Palermo vào năm 2012, ở tuổi 18, nơi anh đã giành được chức vô địch Serie B. Năm 2015, Dybala ký hợp đồng với Juventus F.C. và giành được 5 chức vô địch Serie A và 4 Coppa Italia. Anh đã có một lần giành được Cầu thủ xuất sắc nhất Serie A, bốn lần lọt vào Đội hình tiêu biểu Serie A và được xếp hạng là cầu thủ ghi bàn nhiều thứ chín mọi thời đại của Juventus.

## Đầu đời
Dybala sinh ra tại Laguna Larga, Córdoba, Argentina. Ông nội của Dybala là Bolesław Dybała, sinh ra từ từ làng Kraśniów ở Ba Lan; ông nội anh đã di tản khỏi quê hương của mình để đến Argentina trong Thế chiến II. Một số thành viên trong gia đình ông nội cũng đã chuyển đến Canada. Gia đình của Dybala một phần có nguồn gốc là người Italia từ bà ngoại của anh, người đến từ tỉnh Naples.

## Sự nghiệp câu lạc bộ

### Instituto de Córdoba
Biệt danh "La Joya"  hoặc "El pibe de la pensión", Dybala đã bắt đầu sự nghiệp trong màu áo câu lạc bộ Instituto Atlético Central Córdoba tại Primera B Nacional (giải hạng hai của Argentina), khi mới 17 tuổi. Tổng cộng, anh đã thi đấu 40 trận cho câu lạc bộ này, ghi được 17 bàn thắng. Anh là một cầu thủ trẻ nhất ghi nhiều bàn, vượt qua kỷ lục của Mario Kempes. Dybala còn là người đầu tiên thi đấu liên tiếp 38 trận ở một giải đấu chuyên nghiệp quốc gia này (một lần nữa vượt qua Mario Kempes), và cũng là người đầu tiên ghi được hai hat-trick trong một mùa giải. Dybala cũng đã ghi bàn trong sáu trận liên tiếp, vượt qua kỷ lục trước đó của bốn trận.

### Palermo

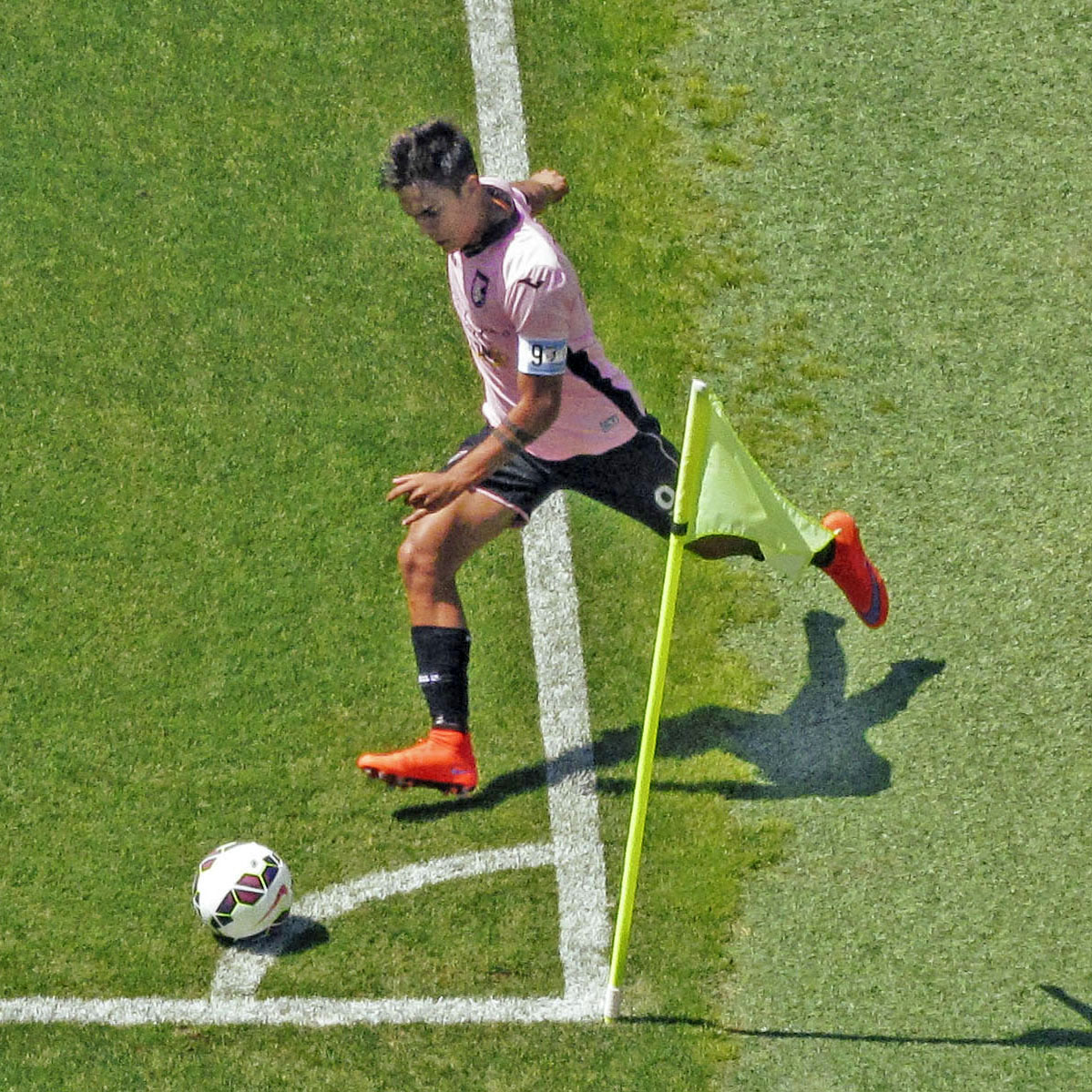
Dybala đá phạt góc cho Palermo năm 2015

Mgày 29 tháng 4 năm 2012, chủ tịch câu lạc bộ Palermo thông báo về việc ký hợp đồng đối với Paulo Dybala, nói rằng, "Chúng tôi đã có Paulo Dybala – Sergio Agüero mới." Tuy nhiên, sau đó cùng ngày, tổng thư ký Instituto tuyên bố cầu thủ này đã hoàn tất các cuộc đàm phán với Palermo không có nhiệm vụ để bán Dybala. Tuy nhiên, ngày 20 tháng 7 năm 2012, Palermo đưa ra một thông báo xác nhận việc ký hợp đồng 4 năm đối với Dybala, với giá 8.64 triệu euro.
Dybala đã có trận ra mắt cho Palermo vào ngày 3 tháng 9 năm 2012, trong trận thua 0–3 trước Lazio tại Serie A. Ngày 11 tháng 11 năm 2012, anh đã có bàn thắng đầu tiên và thứ hai cho đội bóng, khi họ đánh bại Sampdoria tỷ số 2–0 trên sân nhà. Anh đã có một mùa giải đột phá ở Serie A 2014–15, nơi anh đã ghi 10 bàn thắng trong nửa đầu mùa giải, tạo nên mối quan hệ với đồng đội người Argentina, Franco Vázquez và được liên kết với một số câu lạc bộ hàng đầu châu Âu. Dybala đã kết thúc mùa giải với 13 bàn thắng và 10 pha kiến tạo, giúp anh trở thành một trong những cầu thủ kiến tạo hàng đầu Serie A.

### Juventus

#### 2015–2018: Chuyển nhượng và ba cú đúp
Ngày 4 tháng 6 năm 2015, Dybala ký hợp đồng với câu lạc bộ Juventus, có thời hạn 5 năm với mức phí 32 triệu euro (cộng thêm 8 triệu bổ sung). Anh được giao chiếc áo số 21, chiếc áo số này trước đó đã được Andrea Pirlo mặc, người đã rời câu lạc bộ này vào mùa hè năm đó. Ngày 8 tháng 8, anh có trận mắt cho Juventus trong trận gặp Lazio tại Siêu cúp bóng đá Ý, vào sân thay cho Kingsley Coman ở phút thứ 61 và ghi bàn thắng đầu tiên ẩn định chiến thắng 2–0 tại Thượng Hải, Trung Quốc. Ngày 30 tháng 8 năm 2015, Dybala ghi bàn thắng đầu tiên cho câu lạc bộ ở Serie A, trong trận thua 1–2 trước Roma. Trong 16 lần ra sân ở mùa giải, anh đã ghi được 6 bàn thắng và 2 pha kiến tạo trên mọi trận đấu, với tỷ lệ ghi bàn cứ sau 151 phút, vượt trội so với tỷ lệ ghi bàn của Carlos Tevez và Alessandro Del Piero trong mùa giải đầu tiên của mình ở Juventus. Trong lịch sử câu lạc bộ, chỉ có cầu thủ Roberto Baggio duy trì thành tích ghi bàn vượt trội trong các trận mở màn mùa giải đầu tiên.
Ngày 16 tháng 12, Dybala ghi bàn thắng đầu tiên ở Coppa Italia, trong chiến thắng 4–0 trước đối thủ Torino. Anh ghi bàn thắng đầu tiên tại UEFA Champions League vào ngày 23 tháng 2 năm 2016, trong trận hòa 2–2 trên sân nhà trước Bayern Munich ở trận lượt đi vòng 16 đội. Ngày 15 tháng 3, có thông báo rắng Dybala sẽ bỏ lỡ trận lượt về vòng 16 đội Champions League gặp Bayern Munich vào ngày 16 tháng 3, do gan bàn chân trái bị phù nề quá tải. Bốn ngày sau, anh trở lại thi đấu trong chiến thắng 4–1 trước Torino, nhưng bị thay ra khi dính một chấn thương khác. Ngày 21 tháng 4, Dybala ghi hai bàn trong chiến thắng 3–0 trên sân nhà trước Lazio, nâng tổng số bàn thắng trong giải đấu của anh lên tới 16 bàn thắng sau 31 lần ra sân và đồng thời chứng kiến cầu thủ này ghi bàn thắng thứ 20 trong mùa giải trên mọi mọi đấu trường. Anh đã kết thúc mùa giải với tư cách là cầu thủ ghi bàn hàng đầu của Juventus, với 23 bàn thắng trên mọi đấu trường và 19 bàn thắng tại Serie A, khi đội bóng anh lên ngôi vô địch Serie A.

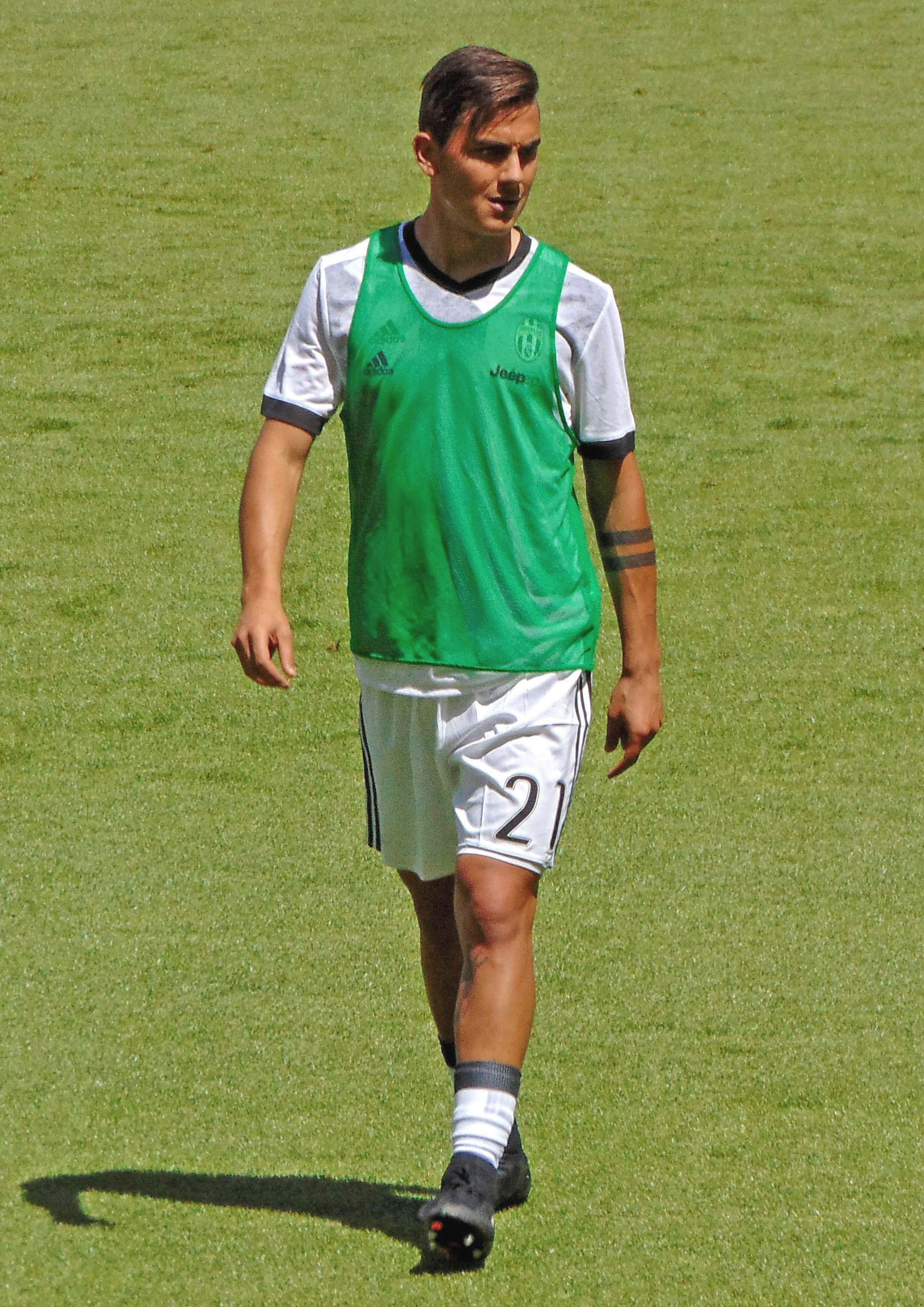
Dybala trong màu áoJuventus năm 2017

Sau sự ra đi của Paul Pogba đến Manchester United vào mùa hè năm 2016, Dybala đã được Juventus trao chiếc áo số 10, nhưng anh từ chối và muốn giữ chiếc áo số 21 mà anh đang mặc trong mùa giải trước. Sau khi huấn luyện viên Massimiliano Allegri chuyển sang sơ đồ 4–2–3–1, mùa giải 2016–17 chứng kiến Dybala thi đấu với vai trò kiến tạo sâu hơn phía sau bản hợp đồng mới đối với Gonzalo Higuaín, khiến hiệu suất ghi bàn của anh giảm dần khi đảm nhận các nhiệm vụ phòng thủ và sáng tạo. Sau khi gặp khó khăn trong việc ghi bàn vào đầu mùa giải, ngày 27 tháng 9, Dybala ghi bàn thắng đầu tiên ở mùa giải 2016–17, trong chiến thắng 4–0 trước Dinamo Zagreb ở Champions League. Anh đã có bàn thắng đầu tiên tại Serie A 2016-17 vào ngày 2 tháng 10, trong chiến thắng 3–0 trước Empoli.
Ngày 11 tháng 4 năm 2017, Dybala ghi hai bàn cho Juventus trong trận tứ kết lượt đi Champions League, gặp Barcelona, giúp đội bóng anh giành chiến thắng 3–0 trên sân nhà. Ngày 13 tháng 4, anh gia hạn hợp đồng với Juventus cho đến năm 2022. Ngày 3 tháng 6, Dybala đá chính trong trận chung kết Champions League 2017, nhưng Juventus thất bại với tỷ số 1–4 trước đội bóng đương kim vô địch Real Madrid, bỏ lỡ cú ăn ba.
Ngày 4 tháng 8 năm 2017, Dybala có tên trong danh sách một trong ba tiền đạo được đề cử cho giải thưởng Cầu thủ xuất sắc nhất UEFA Champions League 2016–17. Ngày 9 tháng 8, Dybala được xác nhận sẽ mặc áo số 10 tại Juventus. Ngày 13 tháng 8, anh ghi hai bàn trong trận thua 2–3 trước Lazio ở Siêu cúp bóng đá Ý 2017. Ngày 15 tháng 8, Dybala đứng thứ sáu ở Giải thưởng Cầu thủ xuất sắc nhất năm 2017 của UEFA. Ngày 26 tháng 8, Dybala lập hat-trick đầu tiên tại Serie A trong chiến thắng 4–2 trên sân khách trước Genoa. Anh lặp lại kỳ tích vào ngày 17 tháng 9, trong lần ra sân thứ 100 cho Juventus, ghi cả ba bàn thắng, trong đó có một quả đá phạt trực tiếp, trong chiến thắng 3–1 của đội bóng anh trước Sassuolo, đánh dấu cú hat-trick thứ hai của anh ở Serie A. Ngày 11 tháng 3 năm 2018, Dybala ghi một cú đúp trong chiến thắng 2–0 trên sân nhà trước Udinese; bàn thắng đầu tiên của anh trong trận đấu cũng là bàn thắng thứ 100 trong sự nghiệp. Anh có trận đấu thứ 150 tại Serie A là trong trận hòa 0–0 trước SPAL vào ngày 17 tháng 3.

#### 2018–2022: Lấy lại phong độ

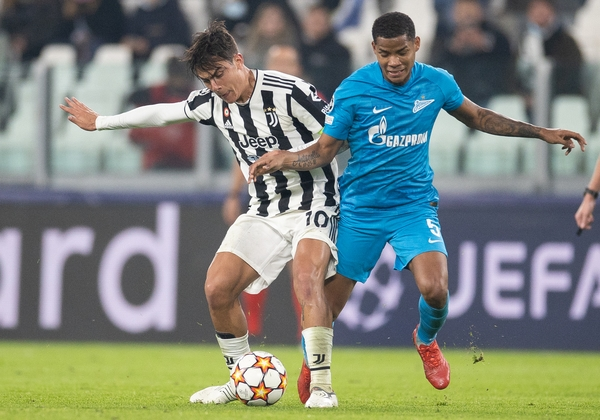
Dybala thi đấu cho Juventus vào năm 2021

Ngày 1 tháng 9 năm 2018, Dybala chạm cột mốc 100 trận ở Serie A cho Juventus, vào sân thay người ở cuối hiệp hai trong chiến thắng 2–1 trước Parma. Ngày 2 tháng 10, Dybala lập một hat-trick trong chiến thắng 3–0 trên sân nhà trước Young Boys tại vòng bảng Champions League. Trong trận đấu tiếp theo ở vòng bảng Champions League vào ngày 23 tháng 10, Dybala ghi bàn thắng duy nhất ẩn định chiến thắng 1–0 trước Manchester United. Với sự xuất hiện của Cristiano Ronaldo, Dybala thường được huấn luyện viên Allegri bố trí lệch vị trí trong mùa giải 2018–19; Do sự thay đổi vị trí này, cũng như việc phải vật lộn với chấn thương và gặp khó khăn với huấn luyện viên này, Dybala sa sút phong độ và hiệu suất ghi bàn ngày càng giảm đi, khi anh chỉ ghi được 5 bàn thắng sau 30 trận tại Serie A và 10 bàn thắng sau 42 lần ra sân trên mọi trận đấu. Tuy nhiên, Juventus vẫn giành chức vô địch Serie A.
Sau mùa giải 2018–19 đáng thất vọng, Dybala ban đầu được cho là sẽ chuyển đến hai đội bóng ở Premier League bao gồm Manchester United và Tottenham, mặc dù cuối cùng anh vẫn ở lại Juventus trong mùa giải 2019–20. Mặc dù ban đầu anh không được đá chính cho câu lạc bộ dưới thời tân huấn luyện viên Maurizio Sarri. Tuy nhiên, Dybala đã lọt vào đội hình tiêu biểu và ghi bàn thắng đầu tiên trong mùa giải vào ngày 6 tháng 10 năm 2019, trong chiến thắng 2–1 trước đối thủ Inter Milan, giúp đội bóng anh vượt qua Inter Milan để đứng đầu bảng xếp hạng Serie A. Ngày 7 tháng 12, anh có trận đấu thứ 200 trong màu áo Juventus trong trận thua 1–3 trước Lazio.
Ngày 17 tháng 6 năm 2020, trong trận chung kết Coppa Italia, gặp Napoli, sau trận hòa 0–0 trong thời gian quy định, Dybala sút hỏng quả phạt đền đầu tiên cho Juventus ở loạt sút luân lưu và cú sút của anh bị thủ môn đối phương Alex Meret cản phá, Napoli cuối cùng giành chiến thắng với tỷ số 4–2 trên chấm phạt đền. Cuối mùa giải, Dybala đã được trao Cầu thủ xuất sắc nhất Serie A trong mùa giải 2019–20. Anh đã kết thúc mùa giải với tổng cộng 11 bàn thắng và 6 kiến tạo, giúp Juventus giành chức vô địch thứ 9 liên tiếp.
Dybala đã có ra sân lần đầu tiên cho Juventus ở mùa giải mới vào ngày 20 tháng 10 năm 2020, vào sân thay người ở hiệp hai trong trận mở màn Champions League, trận đấu đó đội bóng anh đánh bại Dynamo Kyiv với tỷ số 2–0. Ngày 4 tháng 11, anh ghi bàn thắng đầu tiên ở mùa giải  trong chiến thắng 4–1 trước Ferencváros ở vòng bảng Champions League. Ngày 21 tháng 3 năm 2022, chủ tịch điều hành Juventus Maurizio Comeabene thông báo về việc câu lạc bộ này quyết định không gia hạn hợp đồng đối với Dybala, bản hợp đồng này sẽ hết hạn vào mùa hè với lý do có những thay đổi trong dự án của câu lạc bộ sau sự xuất hiện của tiền đạo Dušan Vlahović vào đầu năm đó. Sau khi phải ngồi ngoài nhiều tháng vì chấn thương, Dybala đã trở lại đội bóng vào ngày 7 tháng 4 năm 2021, ghi bàn ấn định chiến thắng 2–1 trên sân nhà trước Napoli. Ngày 12 tháng 5, anh ghi một bàn trong chiến thắng 3–1 trước Sassuolo, để đạt được cột mốc ghi bàn thắng thứ 100 cho Juventus trên mọi đấu trường, do đó anh trở thành cầu thủ ngoài châu Âu đầu tiên làm được điều này. Ngày 15 tháng 5 năm 2022, Dybala thông báo trên mạng xã hội rằng cầu thủ này sẽ rời Juventus vào cuối mùa giải. Ngày 16 tháng 5 năm 2022, anh thi đấu cuối cùng cho Juventus trong trận gặp Lazio trên sân nhà, được rời sân ở phút 78. Đây là một trận đấu mà anh đã được người hâm mộ hoan nghênh nhiệt liệt.

### AS Roma
Ngày 20 tháng 7 năm 2022, Dybala ký hợp đồng với A.S. Roma, có thời hạn cho đến ngày 30 tháng 6 năm 2025. Ngày 14 tháng 8, anh có trận ra mắt câu lạc bộ trong chiến thắng 1–0 trước Salernitana tại Serie A.

## Sự nghiệp quốc tế

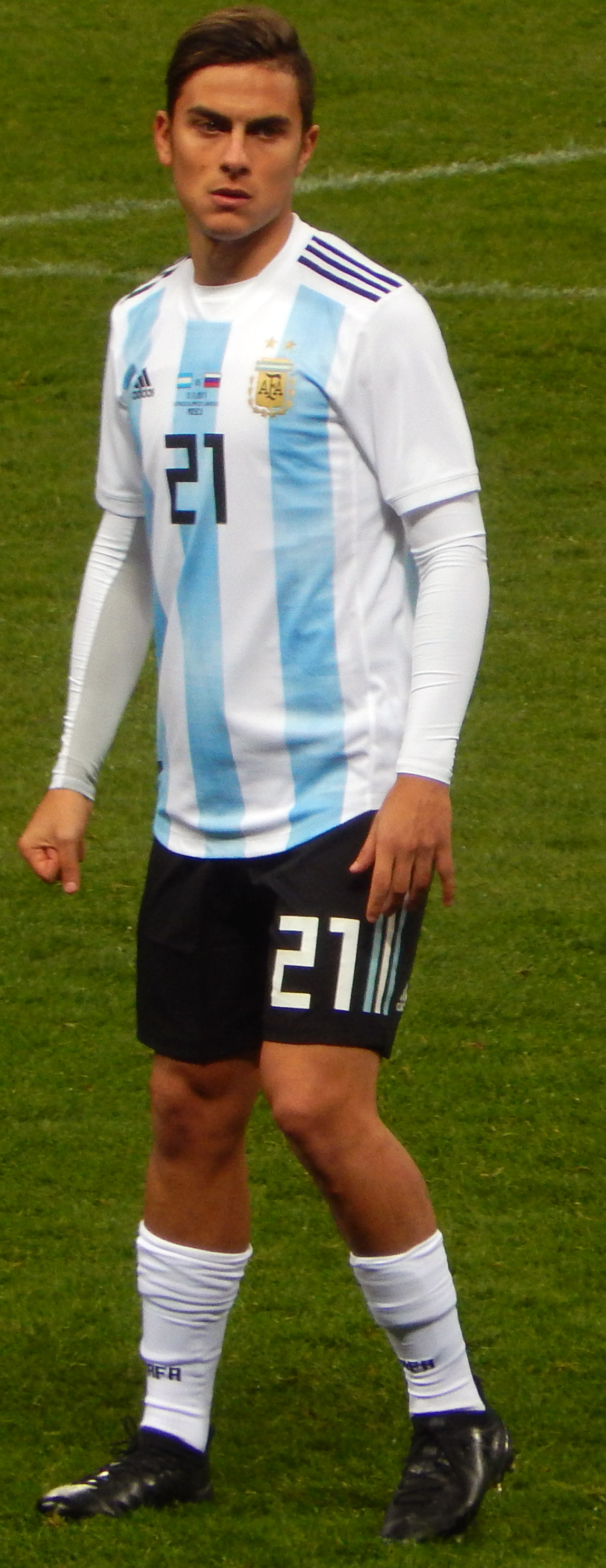
Dybala thi đấu cho Argentina năm 2017

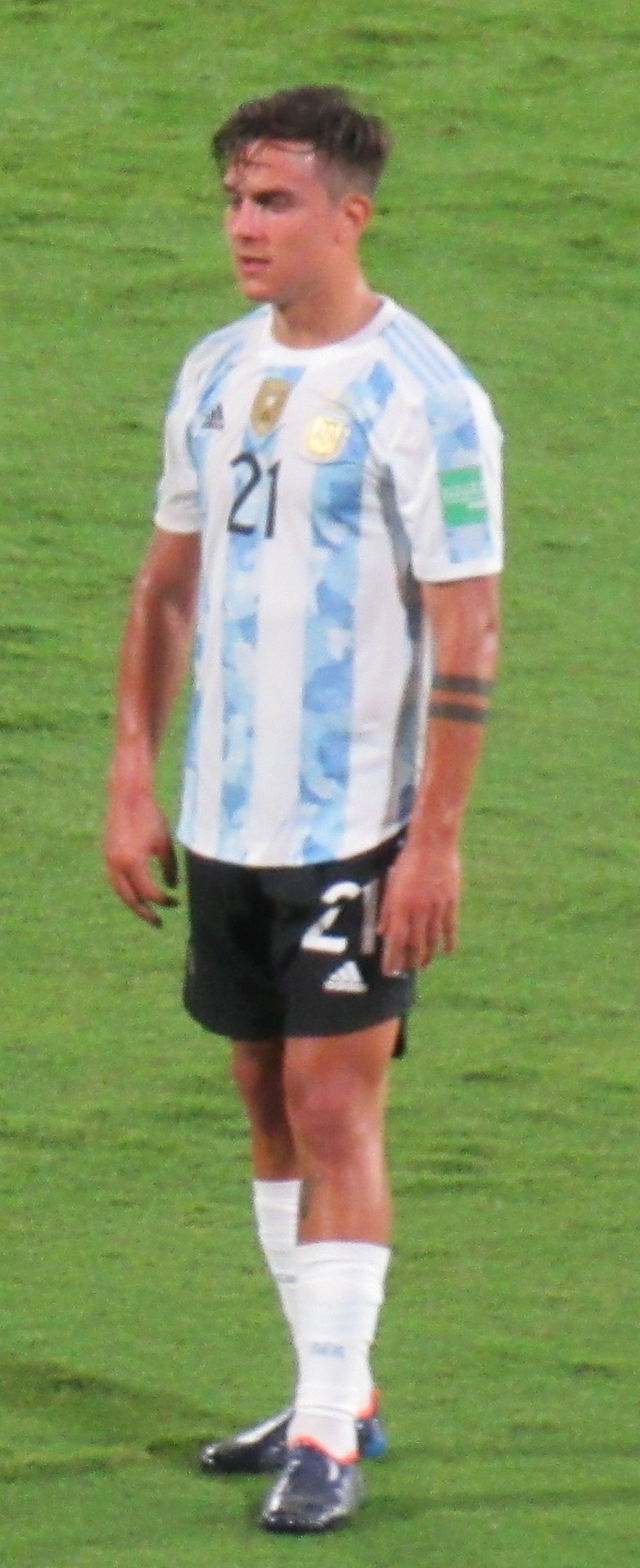
Dybala thi đấu cho Argentina năm 2022

Dybala đủ điều kiện để chơi cho Ba Lan và Ý, nhưng đã tuyên bố rõ ràng rằng anh cảm thấy mình là người Argentina và luôn mơ ước được khoác áo Argentina. Dybala tuyên bố "Tôi cảm thấy hoàn toàn là người Argentina, tôi không vui khi ở đội tuyển quốc gia không giống mình, để nghe quốc ca không phải của riêng tôi, với màu áo cũng không thuộc về tôi".
Ngày 22 tháng 9 năm 2015, Dybala lần đầu được huấn luyện viên Gerardo Martino gọi lên đội tuyển quốc gia Argentina, và lần ra sân đầu tiên của anh là ngày 13 tháng 10 năm 2015, vào sân từ băng ghế dự bị để thay cho Carlos Tevez ở phút thứ 75 trong trận đấu gặp Paraguay ở vòng loại World Cup 2018. Tháng 5 năm 2016, anh bị loại khỏi danh sách 23 cầu thủ đội tuyển quốc gia Argentina tham dự Copa América Centenario. Mặc dù câu lạc bộ Juventus khẳng định rằng Argentina sẽ không cho phép Dybala tham dự Thế vận hội Mùa hè 2016 ở Rio de Janeiro, Brazil. Tuy nhiên, anh vẫn được đưa vào đội hình 35 cầu thủ U-23 Argentina tham dự giải đấu vào ngày 24 tháng 5; nhưng anh không có tên trong đội hình ở cuối giải đấu.
Ngày 1 tháng 9 năm 2016, Dybala nhận hai thẻ vàng và bị đuổi khỏi sân ngay ở cuối hiệp một trong chiến thắng 1–0 trên sân nhà trước Uruguay ở vòng loại World Cup 2018. Ngày 13 tháng 6 năm 2017, anh đã lập công cho Joaquín Correa trong chiến thắng 6–0 trên sân khách trước Singapore.
Tháng 5 năm 2018, Dybala có tên trong danh sách sơ bộ 35 cầu thủ được gọi lên tuyển Argentina tham dự FIFA World Cup 2018; vào cuối tháng đó, anh được đưa vào đội hình 23 cầu thủ tham dự giải đấu. Anh đã có trận ra mắt tại FIFA World Cup vào ngày 21 tháng 6, vào sân thay cho Enzo Pérez ở phút thứ 68 trong trong trận thứ hai vòng bảng giải đấu, bị Croatia đánh bại 0–3. Đây là lần ra sân duy nhất của Dybala ở World Cup, khi Argentina bị loại ở vòng 16 đội vào ngày 30 tháng 6, sau thất bại 3–4 trước Pháp.
Ngày 20 tháng 11, anh đã có bàn thắng quốc tế, trong chiến thắng 2–0 trên sân nhà trước Mexico.
Tháng 5 năm 2019, Dybala được huấn luyện viên Lionel Scaloni đưa vào danh sách 40 cầu thủ Argentina tham dự Copa América 2019. Cuối tháng đó, anh được đưa vào đội hình 23 người tham dự giải đấu này. Trong trận cuối vòng bảng của Argentina vào ngày 23 tháng 6, gặp Qatar, Dybala thực hiện pha kiến tạo cho Sergio Agüero ghi bàn trong chiến thắng 2–0 sau khi vào sân từ băng ghế dự bị thay cho Lautaro Martínez, giúp Argentina lọt vào vòng loại trực tiếp của giải đấu. Trong trận tranh hạng ba gặp Chile vào ngày 6 tháng 7, anh đá chính và ghi bàn thắng thứ hai cho Argentina trong chiến thắng 2–1, giúp Argentina giành hạng ba Copa America.
Ngày 1 tháng 6 năm 2022, Dybala ghi bàn thắng cuối cùng của Argentina trong chiến thắng 3–0 trên sân Wembley trước đương kim vô địch Euro 2020, Italy ở Finalissima 2022.
Dybala đã được huấn luyện viên Lionel Scaloni đưa vào đội hình 26 cầu thủ Argentina tham dự FIFA World Cup 2022 tại Qatar. Ngày 13 tháng 12, anh có trận đầu tiên ở giải đấu, vào sân thay cho Julián Álvarez trong chiến thắng 3–0 trước Croatia ở vòng bán kết. Năm ngày sau, trong trận chung kết, anh vào sân thay cho Nicolás Tagliafico ngay trước loạt sút luân lưu khi trận đấu kết thúc với tỷ số 3–3 ở hiệp phụ. Anh đã ghi quả phạt đền thứ hai trong loạt sút luân lưu khi Argentina cuối cùng đánh bại được Pháp với tỷ số chung cuộc 4–2 để giành chức vô địch FIFA World Cup.

## Phong cách chơi
Là một cầu thủ nhanh nhẹn, sáng tạo, thanh lịch, với khả năng kỹ thuật xuất sắc và trọng tâm thấp, Dybala được biết đến với những cú sút uy lực và chính xác từ ngoài vòng cấm, kỹ năng rê bóng, thăng bằng và kiểm soát chặt chẽ trong không gian giới hạn, cũng như khả năng đánh bại đối thủ trong các tình huống một chọi một và bảo vệ đồng đội quay lưng về phía khung thành. Nhờ tốc độ đi bóng, chọn vị trí, di chuyển thông minh và kỹ năng dẫn bóng, anh vượt trội trong những pha phản công và phá bẫy việt vị khi thực hiện phát bóng tấn công lên. Là một cầu thủ chăm chỉ, anh còn được biết đến với thể lực và đóng góp phòng thủ khi không có bóng. Dybala có khả năng vừa tạo cơ hội cho đồng đội, vừa có thể tự mình ghi bàn nhờ nhãn quan, khả năng chuyền bóng, lối chơi liên kết, lùi sâu và vượt qua các cầu thủ khác. Mặc dù có tầm vóc nhỏ vé nhưng Dybala cũng rất hiệu quả trong việc đánh đầu ghi bàn thắng nhờ khả năng tăng tốc trong khoảng cách ngắn và khả năng đoán trước hậu vệ trong vòng cấm.

## Đời tư
Dybala nhập quốc tịch Ý vào ngày 13 tháng 8 năm 2012, để tạo điều kiện thuận lợi cho việc gia nhập đội bóng Ý Palermo, và tránh các quy định của Liên đoàn bóng đá Ý chỉ cho phép tối đa hai cầu thủ ngoài châu Âu ở bất kỳ câu lạc bộ nào ở Serie A. Ban đầu anh cố gắng nhập quốc tịch Ba Lan thông qua tổ tiên từ ông nội của mình, nhưng bộ máy hành chính tỏ ra quá phức tạp.
Dybala có một số hình xăm trên cơ thể: hai sọc trên cánh tay trái, một hình xăm của một quả bóng đá với một vương miệng bên trong chân trái.

## Thống kê sự nghiệp

### Câu lạc bộ
Tính đến ngày 22 tháng 8 năm 2022
| Câu lạc bộ           | Mùa giải            | Giải vô địch        | Giải vô địch | Giải vô địch | Cúp quốc gia | Cúp quốc gia | Châu Âu | Châu Âu | Khác | Khác | Tổng cộng | Tổng cộng |
| Câu lạc bộ           | Mùa giải            | Hạng đấu            | Trận         | Bàn          | Trận         | Bàn          | Trận    | Bàn     | Trận | Bàn  | Trận      | Bàn       |
| -------------------- | ------------------- | ------------------- | ------------ | ------------ | ------------ | ------------ | ------- | ------- | ---- | ---- | --------- | --------- |
| Instituto de Córdoba | 2011–12             | Primera B Nacional  | 38           | 17           | 0            | 0            | —       | —       | 2    | 0    | 40        | 17        |
| Palermo              | 2012–13             | Serie A             | 27           | 3            | 1            | 0            | —       | —       | —    | —    | 28        | 3         |
| Palermo              | 2013–14             | Serie B             | 28           | 5            | 2            | 0            | —       | —       | —    | —    | 30        | 5         |
| Palermo              | 2014–15             | Serie A             | 34           | 13           | 1            | 0            | —       | —       | —    | —    | 35        | 13        |
| Palermo              | Tổng cộng           | Tổng cộng           | 89           | 21           | 4            | 0            | 0       | 0       | 0    | 0    | 93        | 21        |
| Juventus             | 2015–16             | Serie A             | 34           | 19           | 4            | 2            | 7       | 1       | 1    | 1    | 46        | 23        |
| Juventus             | 2016–17             | Serie A             | 31           | 11           | 5            | 4            | 11      | 4       | 1    | 0    | 48        | 19        |
| Juventus             | 2017–18             | Serie A             | 33           | 22           | 4            | 1            | 8       | 1       | 1    | 2    | 46        | 26        |
| Juventus             | 2018–19             | Serie A             | 30           | 5            | 2            | 0            | 9       | 5       | 1    | 0    | 42        | 10        |
| Juventus             | 2019–20             | Serie A             | 33           | 11           | 4            | 2            | 8       | 3       | 1    | 1    | 46        | 17        |
| Juventus             | 2020–21             | Serie A             | 20           | 4            | 1            | 0            | 5       | 1       | 0    | 0    | 26        | 5         |
| Juventus             | 2021–22             | Serie A             | 29           | 10           | 4            | 2            | 5       | 3       | 1    | 0    | 39        | 15        |
| Juventus             | Tổng cộng           | Tổng cộng           | 210          | 82           | 24           | 11           | 53      | 18      | 6    | 4    | 293       | 115       |
| Roma                 | 2022–23             | Serie A             | 2            | 0            | 0            | 0            | 0       | 0       | —    | —    | 2         | 0         |
| Tổng cộng sự nghiệp  | Tổng cộng sự nghiệp | Tổng cộng sự nghiệp | 339          | 120          | 28           | 11           | 53      | 18      | 8    | 4    | 428       | 153       |

1. ↑  Bao gồm Copa Argentina, Coppa Italia
2. ↑  Ra sân tại playoffs lên/xuống hạng
3. 1 2 3 4 5 6 7  Ra sân tại UEFA Champions League
4. 1 2 3 4 5 6  Ra sân tại Supercoppa Italiana

### Đội tuyển quốc gia
Tính đến ngày 18 tháng 12 năm 2022
| Đội tuyển quốc gia | Năm       | Trận | Bàn |
| ------------------ | --------- | ---- | --- |
| Argentina          | 2015      | 3    | 0   |
| Argentina          | 2016      | 3    | 0   |
| Argentina          | 2017      | 6    | 0   |
| Argentina          | 2018      | 6    | 1   |
| Argentina          | 2019      | 11   | 1   |
| Argentina          | 2020      | 0    | 0   |
| Argentina          | 2021      | 2    | 0   |
| Argentina          | 2022      | 5    | 1   |
| Tổng cộng          | Tổng cộng | 36   | 3   |

#### Bàn thắng quốc tế
Tính đến ngày 5 tháng 6 năm 2022
Tỷ số và kết quả liệt kê bàn thắng của Argentina ở trước, cột bàn thắng cho biết tỷ số sau mỗi bàn thắng của Dybala.
| # | Ngày                 | Địa điểm                                        | Trận | Đối thủ | Bàn thắng | Kết quả | Giải đấu          |
| - | -------------------- | ----------------------------------------------- | ---- | ------- | --------- | ------- | ----------------- |
| 1 | 20 tháng 11 năm 2018 | Estadio Malvinas Argentinas, Mendoza, Argentina | 18   | México  | 2–0       | 2–0     | Giao hữu          |
| 2 | 6 tháng 7 năm 2019   | Arena Corinthians, São Paulo, Brasil            | 24   | Chile   | 2–0       | 2–1     | Copa América 2019 |
| 3 | 1 tháng 6 năm 2022   | Wembley Stadium, London, Anh                    | 33   | Ý       | 3–0       | 3–0     | Finalissima 2022  |

## Danh hiệu

### Câu lạc bộ

#### Palermo
- Serie B: 2013–14[114]

#### Juventus
- Serie A: 2015–16, 2016–17, 2017–18, 2018–19, 2019–20
- Coppa Italia: 2015–16, 2016–17, 2017–18, 2020–21
- Supercoppa Italiana: 2015, 2018, 2020
- Á quân:  UEFA Champions League 2016–17

#### AS Roma
- Á quân: UEFA Europa League 2022-2023
- UEFA Conference League 2021-2022

### Quốc tế
- FIFA World Cup: 2022
- Siêu cúp Liên lục địa CONMEBOL–UEFA: 2022[115]

### Cá nhân
- Serie A Team of the Year: 2015–16,[116] 2016–17,[117] 2017–18,[118] 2019–20[119]
- Serie A Player of the Month: July 2020[120]
- Serie A Most Valuable Player: 2019–20[121]
- ESM Team of the Year: 2016–17[122]
- Coppa Italia top goalscorer: 2016–17[123][124]
- Serie A top assist provider: 2014–15[125]

Kỷ lục
- Supercoppa Italiana all-time top scorer: 4 goals[126][127]